# 三澤貴弘
三澤 貴弘（みさわ たかひろ、1988年5月22日 - ）は、北海道出身のバスケットボール選手である。ポジションはポイントガード。

## 来歴
東海大学付属第四高校から、2007年に東海大学に進学。1年次から新人戦優勝に貢献するなど期待されたが、4年次となる2010年の関東インカレを最後にベンチメンバーから外れてしまった。
全日本大学バスケットボール選手権大会終了後の2011年1月、ABAの静岡ジムラッツに加入。
その後、bjリーグの富山グラウジーズに練習生として加入。2011-12シーズン中の選手契約を目指したが果たせず、静岡ジムラッツに戻った。
2012年7月にbjリーグの新潟アルビレックスBBとの選手契約が決まり、2012-13シーズンは新潟でプレイ、レギュラーシーズン52試合中44試合に出場し、出場時間は316分であった
2013-14シーズン、bjリーグの埼玉ブロンコスに移籍した。シーズン33試合に出場したが、3月にアキレス腱断裂によって戦線を離脱し、手術を行った。シーズン終了後に退団。その後関東実業団バスケットボール連盟所属のNTT東日本東京に加わった。

## 記録
| シーズン | チーム | GP | GS | MPG  | FG%  | 3P%  | FT%  | RPG | APG | SPG | BPG | TO  | PPG |
| -------- | ------ | -- | -- | ---- | ---- | ---- | ---- | --- | --- | --- | --- | --- | --- |
| 2012-13  | 新潟   | 43 | 0  | 7.3  | 0.0  | 46.7 | 72.2 | 0.9 | 0.8 | 0.3 | 0.0 | 0.7 | 1.6 |
| 2013-14  | 埼玉   | 33 | 12 | 14.9 | 12.2 | 33.3 | 66.7 | 1.2 | 1.6 | 0.7 | 0.0 | 1.2 | 3.1 |